# Casa Balvey
Casa Balvey és una obra del municipi de Cardedeu (Vallès Oriental) protegida com a bé cultural d'interès local. És un edifici construït el 1915 per encàrrec de Joan Balvey i Bas a Cardedeu (Vallès Oriental). És obra de l'arquitecte vallesà Joaquim Raspall i pertany al període noucentista de la seva obra. Està ubicada a la carretera de Cànoves, 9 i va ser un dels primers edificis construïts a la sortida nord del centre de Cardedeu uns anys abans que fos urbanitzada l'any 1930.

## Descripció

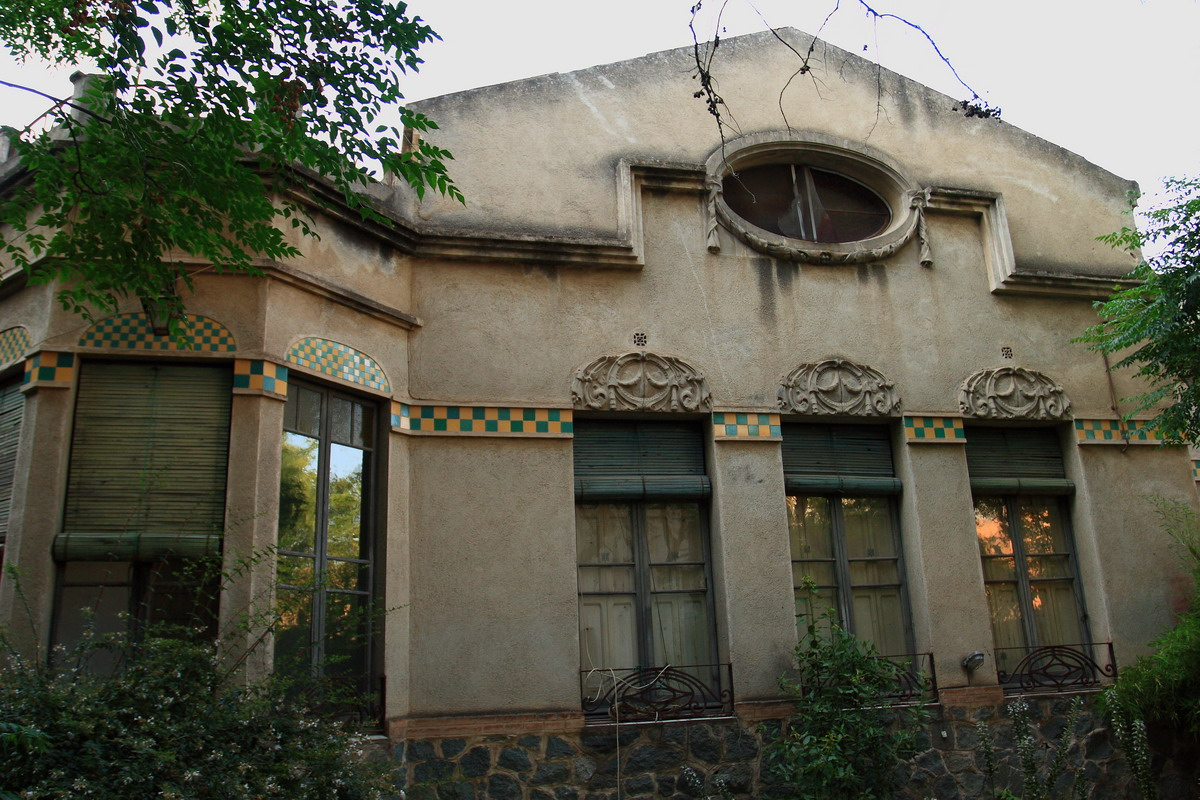
Façana orientada al jardí

Es tracta d'un edifici ubicat en una cantonada amb les façanes alineades al carrer i jardí a la resta del terreny. Té planta rectangular amb dues crugies perpendiculars a la façana de la carretera de Cànovas. Consta de planta i un pis amb coberta a dues vessants. L'estructura és de murs de paredat comú i totxo, amb forjats de bigues de fusta i revoltons de rajola. Les bigues de la segona planta tenen reforços metàl·lics. L'escala interior està feta amb volta de maó de pla.
És un edifici residencial envoltat de jardí i destinat a habitatge unifamiliar. De planta rectangular compost de planta baixa lleugerament sobreaixecada del nivell del carrer i planta sotacoberta en la part central. Està estructurat en dues crugies perpendiculars a la façana que dona a la carretera de Cànoves. Accés lateral. Coberta a dues vessants i terrat pla no accessible. Escala de dos trams d'accés a la planta sotacoberta.
Les façanes són compostes sobre eixos verticals, amb oberures allindanades, caracteritzades per un guardapols en forma d'arc carpanell, que conté motius ornamentals en baix relleu consistents en una orla central i fullatges laterals simètrics. El capcer té un ull de bou oval central i una motllura esglaonada que enllaça amb la cornisa perimetral que incorporava pilastres i regruixos de paraments coronats en certs punts per una barana de ferro forjat.
Distribució de l'habitatge en planta baixa i planta sotacoberta aprofitable en la seva part central, sala-menjador i galeria orientades al sud i obertes cap al jardí, cuina, bany, escala i dos dormitoris orientats cap al nord amb obertures al carrer de Lluís Llibre, els sostres són de cel ras amb motllures senzilles d'escaiola. Els terres són de paviment hidràulic.

## Història

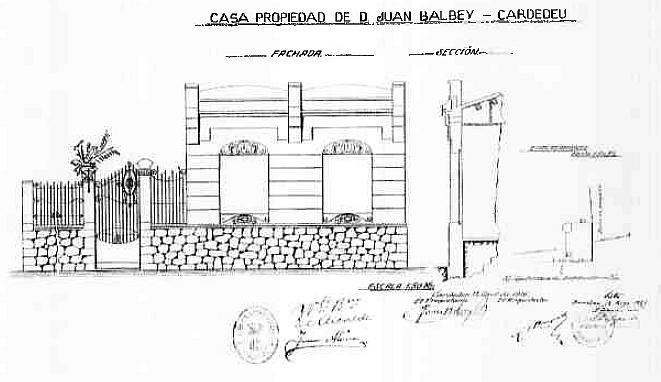
Projecte de Joaquim Raspall

Joan Balvey i Bas era membre de la família Balvey que des del segle xvii varen ser farmacèutics de Cardedeu. Havia heretat els terrenys on s'hi ubica aquest finca juntament amb una antiga casa al costat. La zona, coneguda en aquell moment com "el Puntarró", se situava a la carretera de Cànovas en la sortida nord del nucli amb construccions de caràcter rural. Va ser una de les primeres edificacions residencials d'una expansió urbanística que es concretaria en el «Pla de Reformes del sector Nord» de 1930. Balvey va encarregar l'abril de 1915 la construcció de la casa a Joaquim Raspall, que era l'arquitecte municipal de Cardedeu des de 1905 i que seria l'autor del pla urbanístic esmentat. L'any 1994 es varen fer reformes interiors. Després d'uns anys d'abandonament, va ser rehabilitada cap al 2012-2013.
El lloc on està situada es coneixia com el puntarró. A l'arxiu de l'Ajuntament es troba també un expedient a nom de Joan Balvey de l'any 1911 titulat així: "Expediente sobre enjenación de terrenos sobrantes según el nuevo trazado del camino vecinal de ésta a Canovas".